# Natalie Lobela
Natalie Lobela est une joueuse congolaise de basket-ball, née 2 août 1973 à Kinshasa dans la capitale congolaise. Elle a participé au tournoi féminin basket-ball aux Jeux olympiques d'été de 1996 à Atlanta,.